# آکادمیا نائوک
آکادمیا نائوک (انگلیسی: Akademia Nauk) یک کوه آتشفشانی در شبه‌جزیره کامچاتکای کشور روسیه است.